# Settimana Ciclistica Italiana
La Settimana Ciclistica Italiana è una corsa a tappe maschile di ciclismo su strada con sede di svolgimento variabile in Italia. La prima edizione si è tenuta nel 2021 in Sardegna.

## Storia
La corsa nacque nel 2021, anno del centenario della nascita di Alfredo Martini, ex commissario tecnico della nazionale di ciclismo su strada dell'Italia, grazie all'iniziativa del Gruppo Sportivo Emilia, già organizzatore della Settimana Internazionale di Coppi e Bartali e del Giro dell'Emilia. Oltre alla creazione della prova in linea denominata Per sempre Alfredo, corsa in marzo in Toscana, il G.S. Emilia decise anche di organizzare una nuova manifestazione a tappe itinerante in Italia, collocata nel mese di luglio e da includere nel circuito UCI Europe Tour come gara di classe 2.1. Il nome Settimana Ciclistica Italiana infatti nei piani degli organizzatori consentiva il coinvolgimento annuale tutte le venti regioni.
Nell'aprile 2021 venne annunciato il percorso della prima edizione, in Sardegna, con partenza da Alghero e arrivo a Cagliari, dal 14 al 18 luglio, in contemporanea con l'ultima settimana del Tour de France. La prima edizione vide il successo di Diego Ulissi della UAE Emirates, vincitore anche di due delle cinque tappe.
La seconda edizione venne inserita nel calendario ufficiale 2022 dell'Unione Ciclistica Internazionale dal 13 al 17 di luglio, tuttavia gli organizzatori non trovarono l'accordo con la Regione Sardegna, la quale non riteneva tale periodo vantaggioso per la destagionalizzazione turistica e spingeva per lo spostamento ad ottobre (Regione che comunque organizzò nello stesso periodo le prime tre tappe del Giro Donne). Non avendo trovato una quadra né con l'amministrazione isolana né con altre regioni, l'edizione in primavera fu definitivamente annullata.

## Albo d'oro
Aggiornato all'edizione 2021.
| Anno | Luogo     | Vincitore    | Secondo       | Terzo            |
| ---- | --------- | ------------ | ------------- | ---------------- |
| 2021 | Sardegna  | Diego Ulissi | Sep Vanmarcke | Giovanni Aleotti |
| 2022 | annullata | annullata    | annullata     | annullata        |